# Callicostella constricta
Callicostella constricta är en bladmossart som beskrevs av Brotherus 1907. Callicostella constricta ingår i släktet Callicostella och familjen Hookeriaceae. Inga underarter finns listade i Catalogue of Life.